# Matthäus (Apostel)

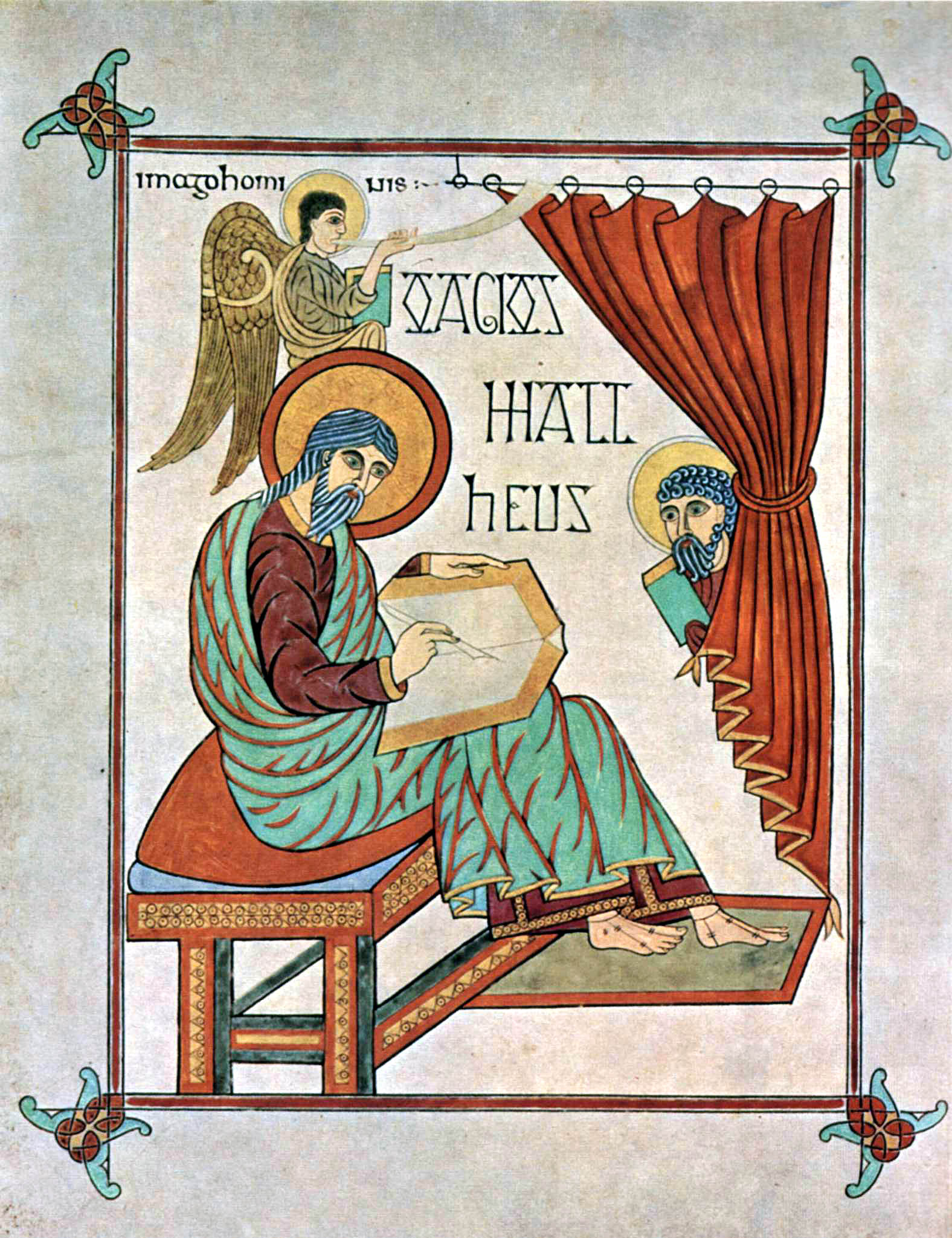
Darstellung des Apostels und Evangelisten Matthäus im Book of Lindisfarne (London, British Library, Ms. Cotton Nero D. IV.), insulare Buchmalerei, etwa 715–721

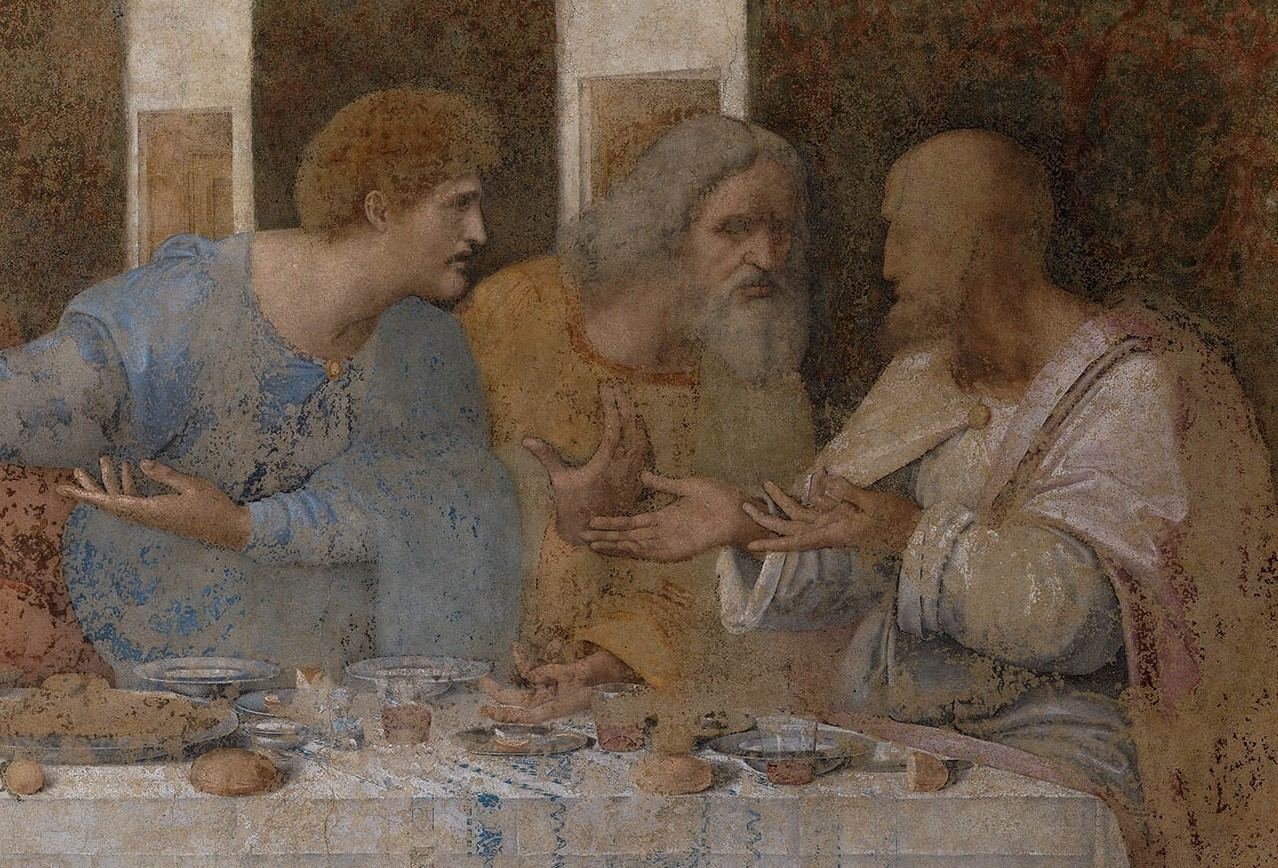
Apostel Matthäus (links) – Detail aus dem Wandgemälde Das Abendmahl von Leonardo da Vinci

Matthäus (hebr. מתתיהו Matitjahu „Geschenk JHWHs“, altgr. Ματθαῖος Matthaîos) ist der Name eines Jüngers von Jesus von Nazaret, der in allen Apostellisten als einer der zwölf Apostel genannt wird. Laut Mt 9,9  und Mt 10,3  soll er vor seiner Berufung Zöllner gewesen sein. Seit dem 2. Jahrhundert wurde der Apostel Matthäus mit dem (im Buch selbst ungenannten) Autor des ersten der vier Evangelien des Neuen Testaments identifiziert. Diese Identifikation wird jedoch von der heutigen Forschung weitestgehend zurückgewiesen. In der Kunst und im Brauchtum wurde Matthäus über die Jahrhunderte hinweg sowohl als Evangelist als auch als Apostel verehrt und dargestellt. Sein Symbol ist der Mensch, der meist geflügelt dargestellt wird und so das Aussehen eines Engels annehmen kann.

## Biblischer Befund
In den Aufzählungen der von Jesus eigens ausgesonderten zwölf Jünger wird sowohl in den synoptischen Evangelien (Mk 3,18 , Lk 6,15 ) als auch in der Apostelgeschichte (Apg 1,13 ) – jeweils an siebter oder achter Stelle – Matthäus genannt. In der Parallelstelle im Matthäusevangelium (Mt 10,3 ) ist bei seinem Namen der Zusatz „der Zöllner“ zugefügt.
Unter Voraussetzung der in der historisch-kritischen Exegese fast konsensualen Zweiquellentheorie ist die Berufungsgeschichte des Zöllners Matthäus aus Kafarnaum Mt 9,9–13  eine Bearbeitung der Erzählung von der Berufung des Zöllners Levi in Mk 2,13–17 . Warum wird in Mt 9,9 anstelle dieses Namens der des aus den Apostellisten bekannten Matthäus gebraucht? Seit der Alten Kirche findet die Überlegung des Hieronymus viel Zustimmung: Aus Solidarität mit dem Apostel und Ex-Zöllner Matthäus hätten die anderen Evangelisten statt Matthäus den Stammesnamen Levi gesetzt, „während der bescheidene Matthäus selbst solche Hemmungen nicht kannte und zu seiner Vergangenheit stand.“ Manche neuere Ausleger verstanden Levi und Matthäus dagegen als zwei verschiedene Personen. Der Evangelist hätte Levi durch Matthäus ersetzt, weil Matthäus für die Leserschaft des Matthäusevangeliums besonders wichtig war, weil er z. B. „Ahnherr und Stammapostel des Kirchengebiets war, aus dem unser Evangelium stammt,“ d. h. Matthäus als Apostel von Syrien. Diese beispielsweise von Rudolf Pesch vertretene Erklärung hat mit der Schwierigkeit zu kämpfen, dass das Evangelium über seinen Stammapostel keine Informationen hat und ihm notgedrungen eine Geschichte, die eigentlich von Levi handelt, zuschreibt. Ulrich Luz meint deshalb: „Daß die mt Gemeinde den Apostel Matthäus als … Traditionsgaranten verehrte, ist unwahrscheinlich. Daß der Apostel Matthäus das Evangelium geschrieben hat, ist, wenn er Mk 2,14  als Quelle benutzte, sozusagen unmöglich.“ Luz vermutet, man habe vom Apostel Matthäus noch gewusst, dass er Zöllner gewesen sei, und deshalb dem Namenswechsel vom sonst unbekannten Levi zu Matthäus vorgenommen. Eine ähnliche Änderung nahm der Verfasser in Mt 27,56  an seiner Markus-Vorlage vor, indem er eine unbekannte Salome durch die Mutter der Apostel Jakobus und Johannes ersetzte. Ähnlich sieht es Matthias Konradt: Der Verfasser des Evangeliums hatte ein besonderes Interesse am Zwölferkreis und stellte deshalb zusätzliche Bezüge zu diesen zwölf Personen her. Dass er sich gerade für Matthäus entschied, könnte daran liegen, dass man noch wusste, wie 10,3 zeigt, dass Matthäus Zöllner war.

## Identifikation mit dem Verfasser des Matthäusevangeliums
Im Matthäusevangelium fehlt im Gegensatz zur Briefliteratur eine namentliche Nennung des Verfassers. Bereits im 2. Jahrhundert trugen Kopien des Evangeliums schon den Titel „Evangelium nach Matthäus“. Der Bischof Papias von Hierapolis berichtete in der ersten Hälfte des 2. Jahrhunderts in seinen Fünf Büchern der Darstellung der Herrnworte  laut einem Zitat in der Kirchengeschichte des  Eusebius von Caesarea (3, 39, 16), dass Matthäus eine Sammlung von hebräischsprachigen Logien zusammengestellt habe, die dann übersetzt worden seien, „ein jeder so gut er konnte“. Ob sich diese Notiz auf das Matthäusevangelium beziehen soll, ist in der heutigen Forschung umstritten. In der ebenfalls nur bruchstückhaft überlieferten Schrift Adversus haereses des Kirchenvaters Irenäus von Lyon (um 180) ist dann jedoch eine klare Identikation des Evangelisten mit dem Apostel vorgenommen: „Matthäus verfasste seine Evangelienschrift bei den Hebräern in hebräischer Sprache, als Petrus und Paulus zu Rom das Evangelium verkündeten und die Kirche gründeten.“ Weil seinen Aussagen deutlich die Tendenz anzumerken ist, in den Auseinandersetzungen um die Festlegung des neutestamentlichen Kanons die von der Großkirche benutzten Evangelien mit apostolischer Autorität auszustatten, wird ihr historischer Quellenwert heutzutage meist bezweifelt. Seine Autorität sorgte aber dafür, dass in den folgenden Jahrhunderten die Verfasserschaft des ersten (und darum auch im Rang über den anderen stehenden) Evangeliums durch den Apostel Matthäus als gesichert galt.
Seit dem 19. Jahrhundert wird die Autorschaft des Matthäusevangeliums durch einen Augenzeugen zunehmend bezweifelt und von den meisten wissenschaftlich arbeitenden Exegeten der heutigen Zeit ausgeschlossen.

## Legenden
Da der Apostel und der Evangelist für die gleiche Person gehalten wurden, gibt es keine Legenden, die sich nur auf einen der beiden beziehen, sondern nur solche, die sie beide in Personalunion behandeln.
Demnach soll er um das Jahr 42 Palästina verlassen haben, um in Äthiopien, Mesopotamien oder Persien als Missionar zu arbeiten. Ort und Zeit des Todes sind unbekannt. Einige Texte sprechen von einem natürlichen Tod, während spätere Schriften wie z. B. das Martyrologium Hieronymianum oder das Breviarium Apostolorum von Enthauptung, Erdolchung am Altar oder Verbrennung in Syrien oder Arabien sprechen, weshalb er in der lateinischen und griechischen Kirche als Märtyrer verehrt wird.
Vor 1084 gelangten angeblich seine Gebeine in nicht bekannter Weise nach Paestum, von wo aus sie im selben Jahr nach Salerno überführt wurden. Dort wird Matthäus seither als Stadt- und Bistumspatron verehrt.
Auch das Pseudo-Matthäus-Evangelium wurde lange Zeit als Werk des Apostels Matthäus angesehen.

## Ikonographie/Heraldik
In der Bildenden Kunst bleibt die Darstellung des Evangelisten und Apostels seit den frühen Buchmalereien aus dem 8. Jahrhundert recht konstant. Er wird als älterer Mann mit ergrautem, welligem Haar, mit grauem oder weißem Bart dargestellt. Von diesem Bild weichen allerdings Darstellungen aus den Anfängen der byzantinischen Kunst und einige in der byzantinischen Tradition stehende Darstellungen ab, bis sich gegen Ende des 12. Jahrhunderts auch dort das Erscheinungsbild eines älteren, bärtigen Mannes verfestigt hat. Bekleidet ist er in der mittelalterlichen Kunst mit einem langärmligen tunikaähnlichen Gewand und der Toga.
Wird der Märtyrertod des Apostels dargestellt, so trägt er in Ausnahmefällen auch ein Messgewand wie Albe, Kasel oder Dalmatik, jeweils nach der Mode der Zeit.

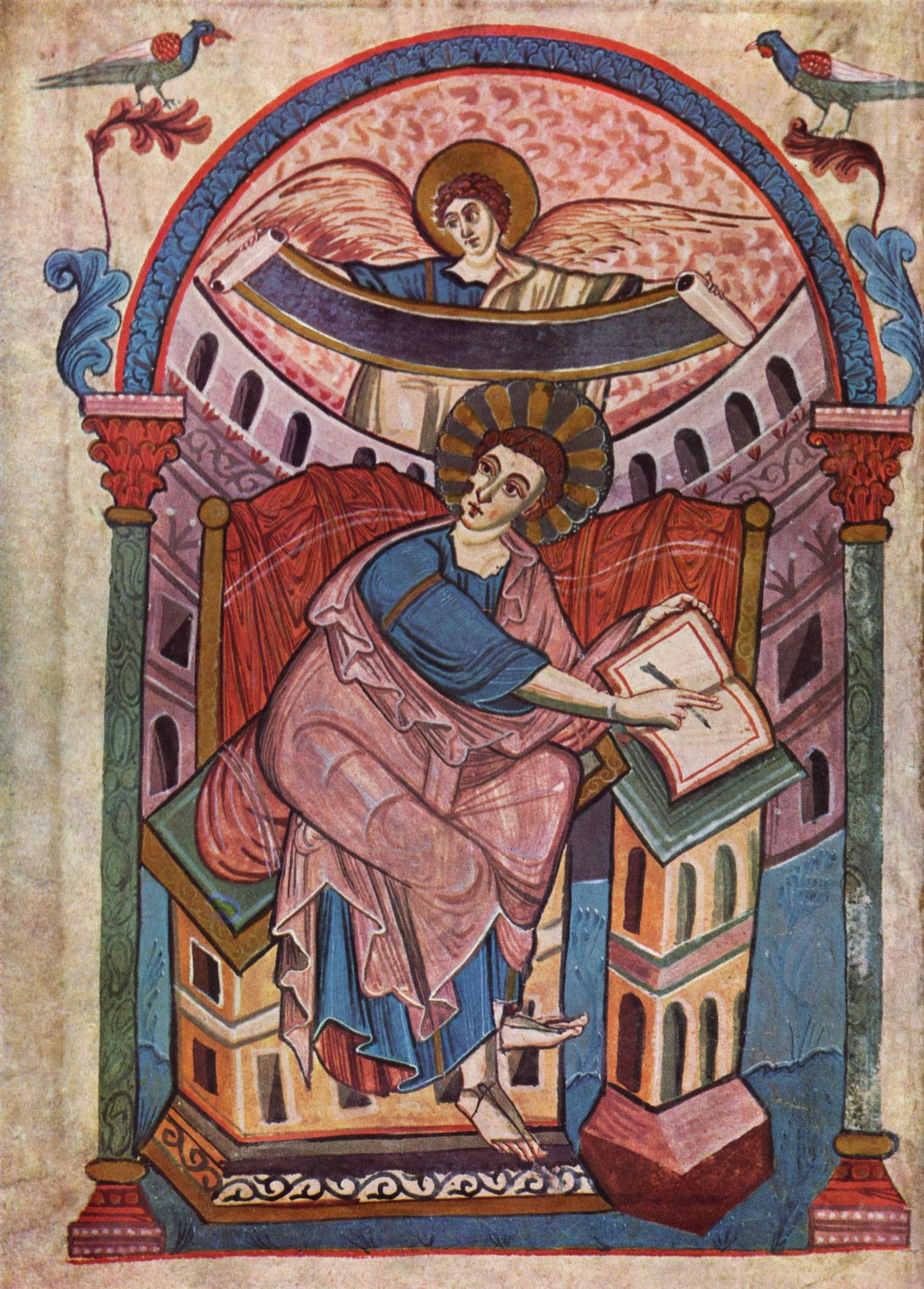
Evangelist Matthäus, Evangeliar der Äbtissin Ada, um 880
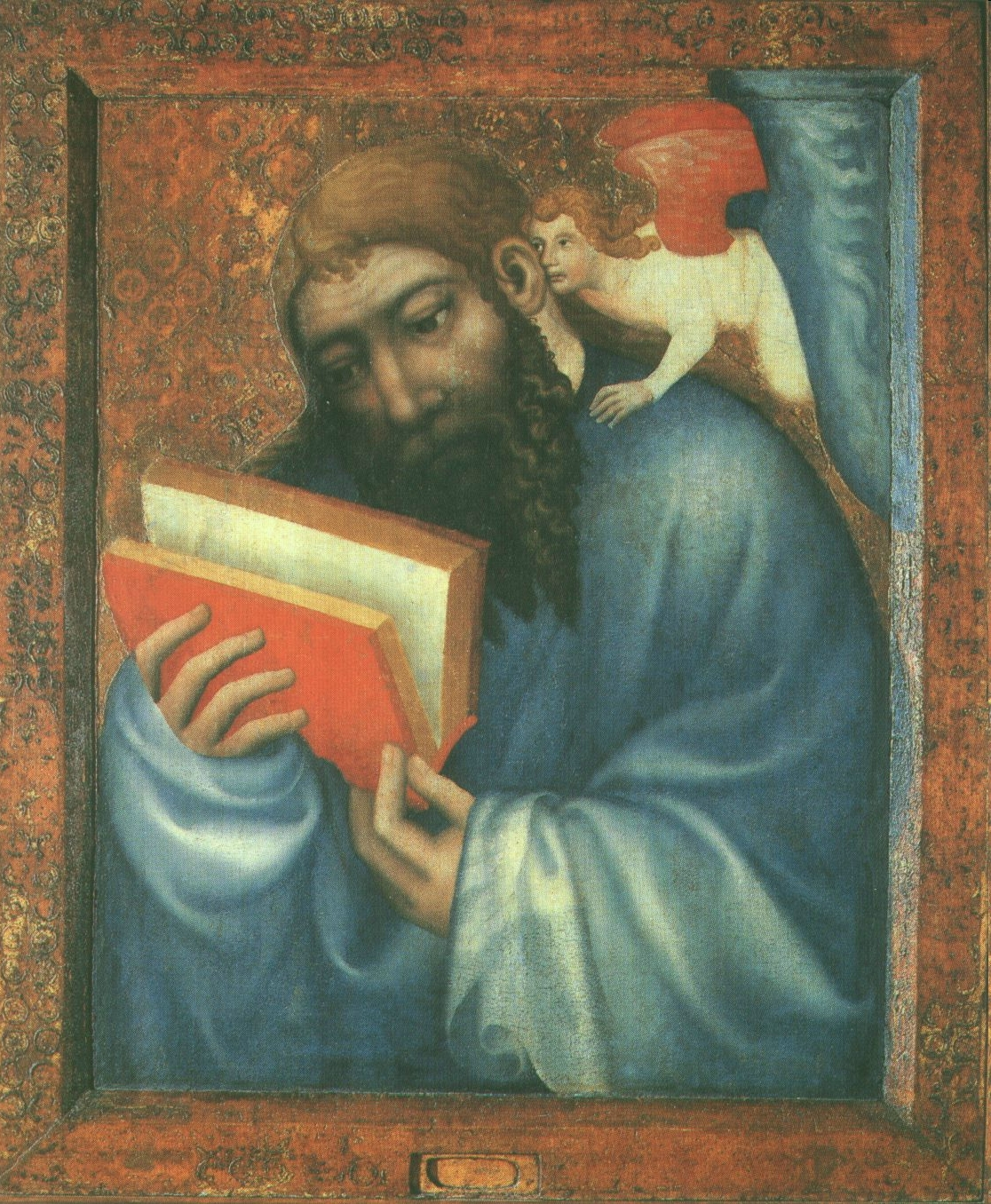
Theoderich von Prag, Evangelist Matthäus, 1360/64
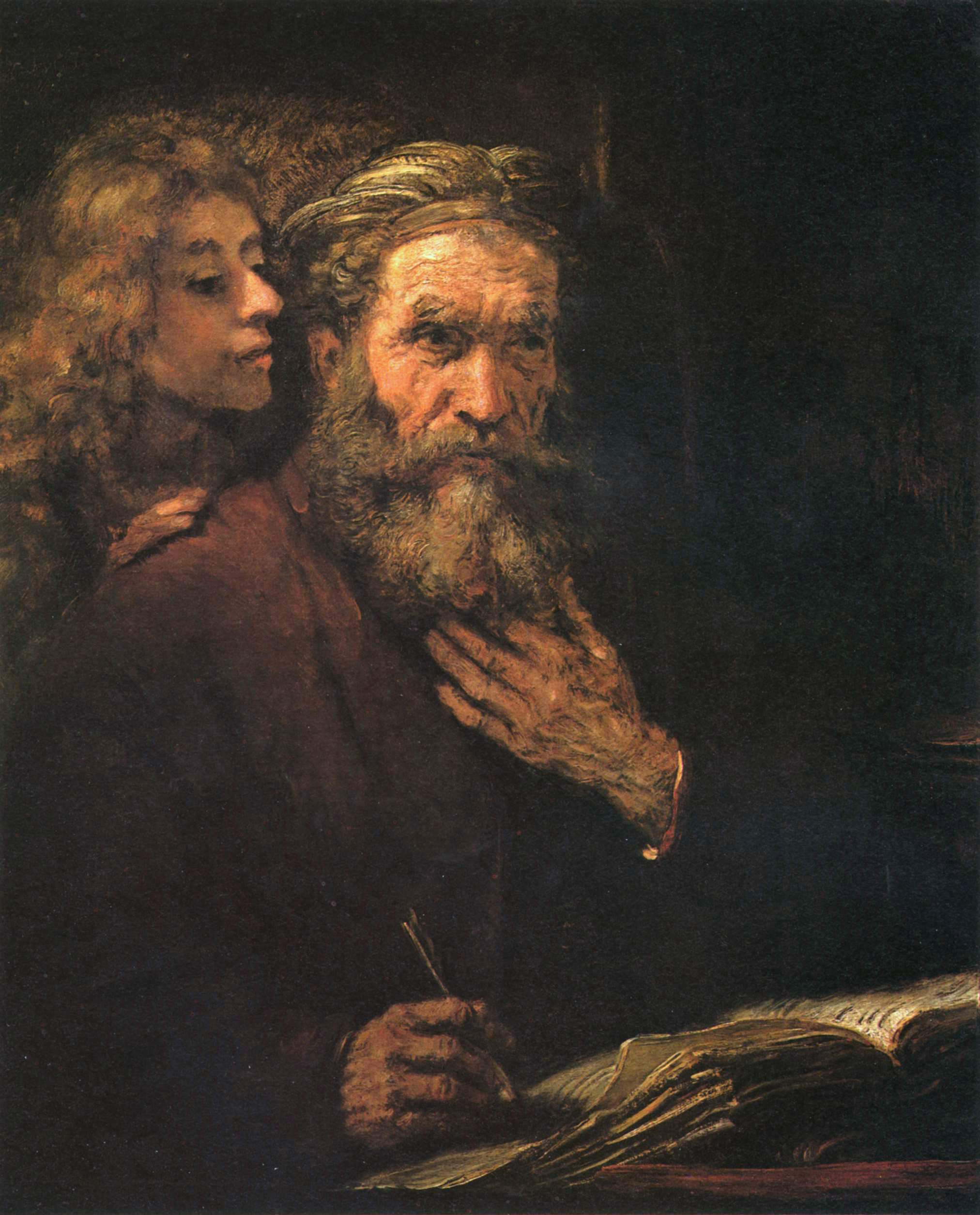
Rembrandt Inspiration des Evangelisten, 1661
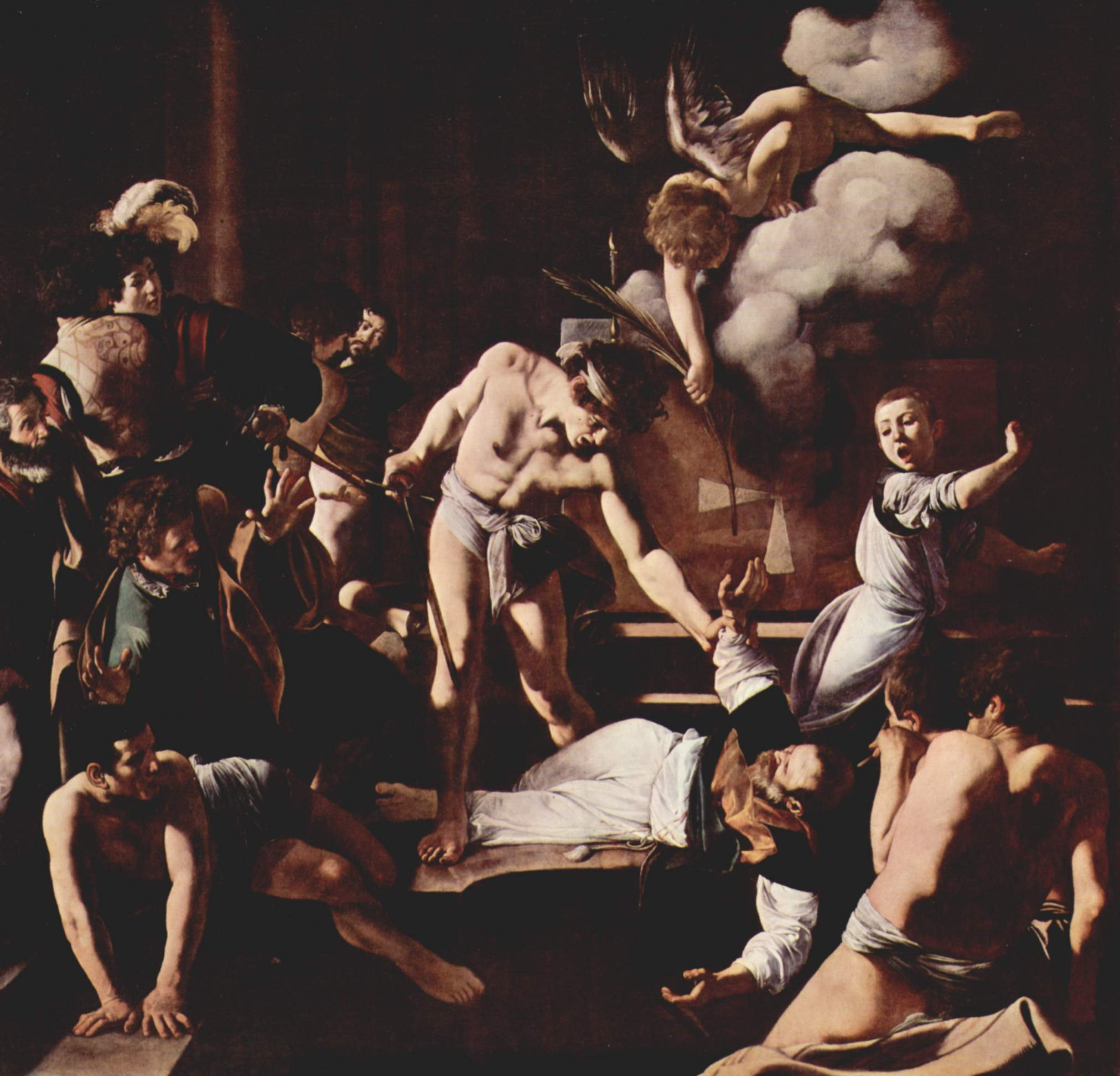
Caravaggio, Martyrium des Hl. Matthäus. San Luigi dei Francesi, Rom. 1599/1600
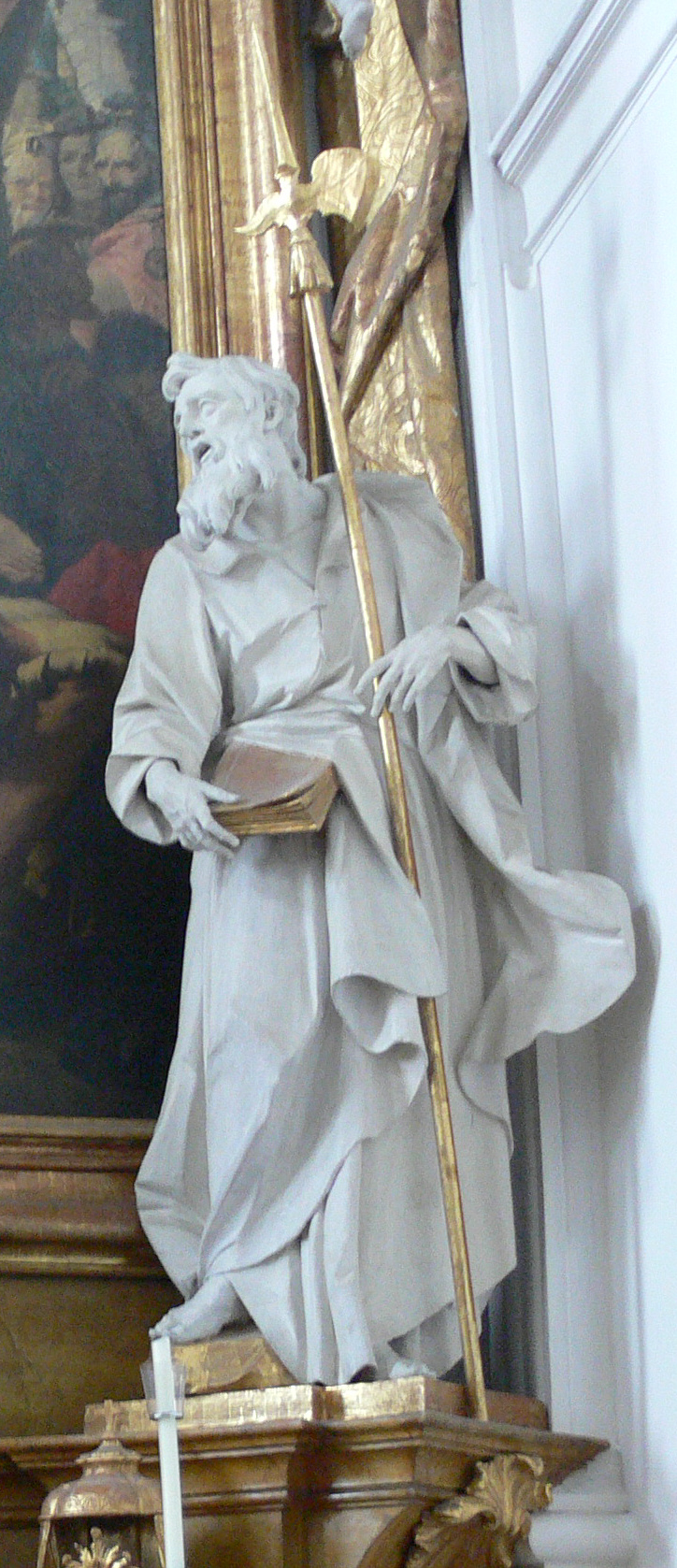
Matthäus mit Buch und Hellebarde, 18. Jh.
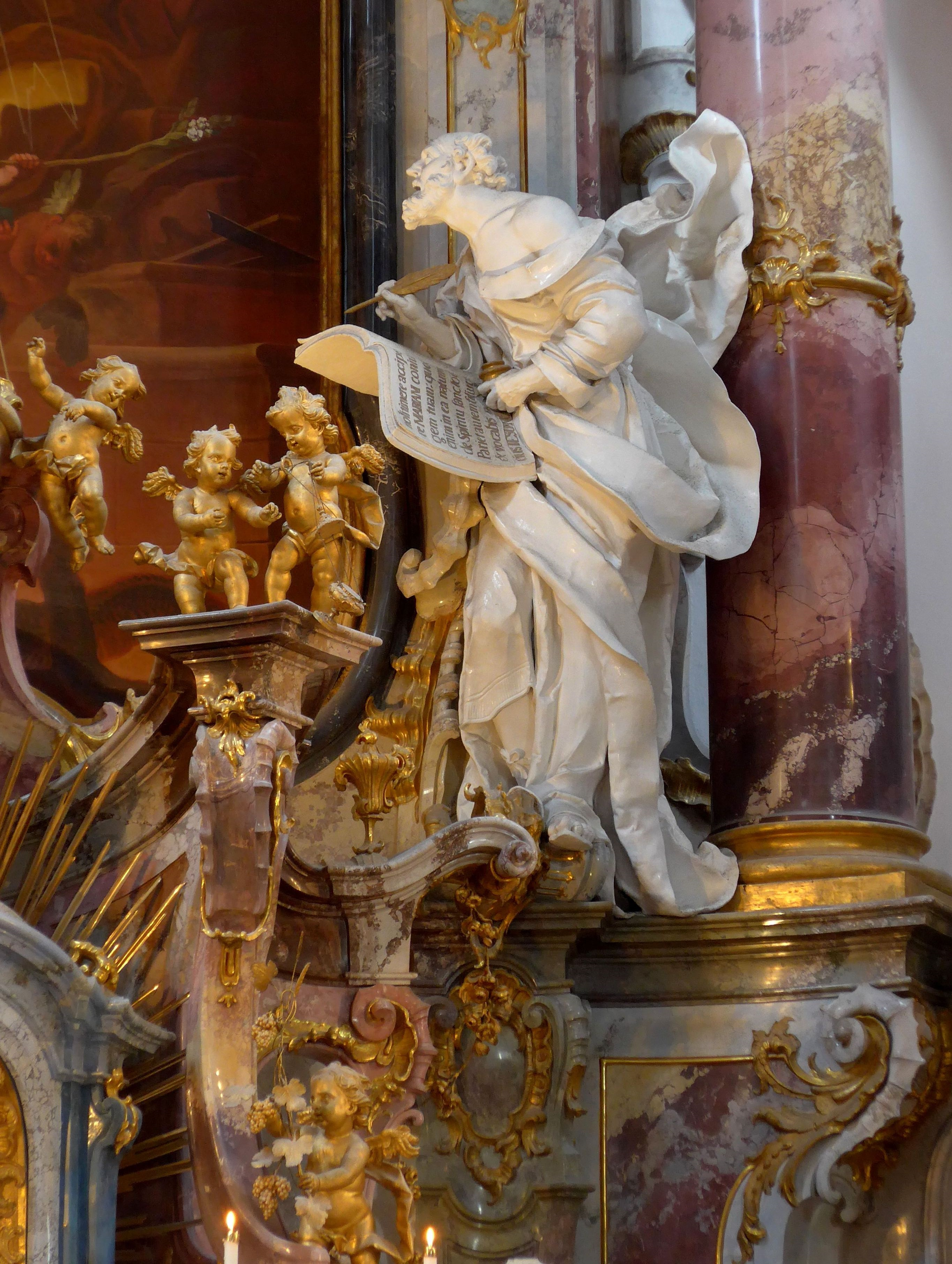
Matthäus bei der Niederschrift von Matthäus 1,20f., 18. Jh.
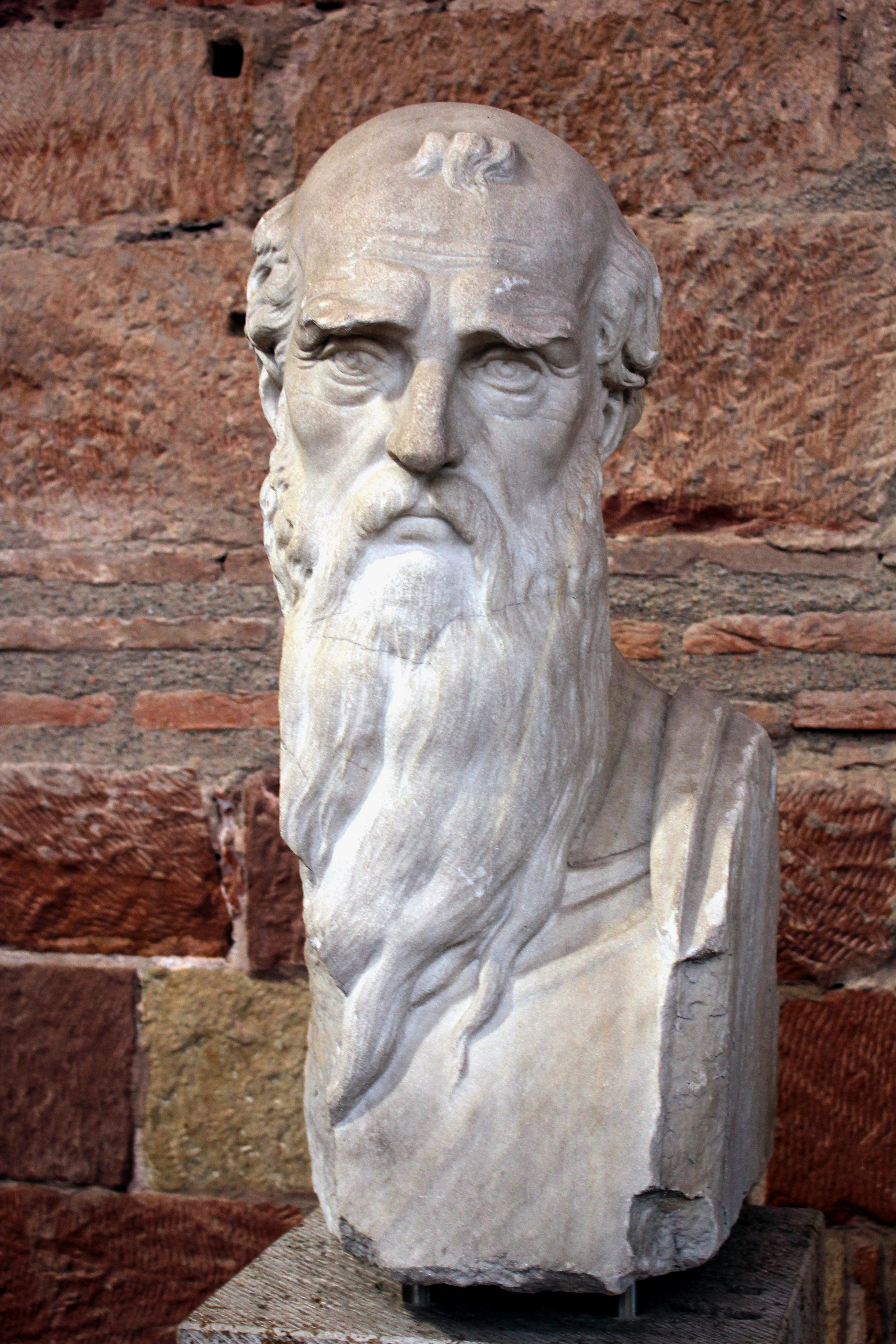
Marmorbüste des Evangelisten von Gustav Kaupert in der Konstantinbasilika in Trier, um 1880
Wappen von Marne (Holstein)

Als Evangelist wird er mit den üblichen Attributen dargestellt, das heißt als Schreibender an einem Pult, mit Schreibfeder, mit Buch oder auch mit Buchrolle. Sein vom Tetramorph abgeleitetes Evangelistensymbol, der Mensch oder Menschensohn, wird in figürlichen Darstellungen der bildenden Kunst als menschliche Gestalt, sowohl ohne Flügel als auch geflügelt, das heißt in der Erscheinungsform des Engels dargestellt. Wird die göttliche Inspiration des Evangelisten dargestellt, so fallen bei Matthäus die Person des Inspiranden und das Attribut des „Engels“ zusammen, wie beispielsweise in dem Bild von Rembrandt von 1661.
Attribute in Darstellungen des Matthäus als Apostel sind Hellebarde oder Schwert sowie die Utensilien eines Zöllners, wie Geldbeutel oder Zählbrett.

## Patronate
Matthäus ist der Schutzpatron der Buchhalter, der Geldwechsler, der Finanz- und Bankleute und der Zöllner. Angerufen wird er in Fällen von Trunksucht.
Matthäus ist der Stadtpatron von Salerno und Patron des Bistums Salerno.

## Gedenktag
Die evangelische Kirche feiert am 21. September den „Tag des Apostels und Evangelisten Matthäus“, auch in der katholischen Kirche wird am 21. September das Fest des Apostels Matthäus gefeiert, in den orthodoxen Kirchen am 16. November.

## Brauchtum
Mit Matthäus sind eine Reihe von Bräuchen, Wetterregeln und Redensarten verbunden.
Ist jemand bankrott, so ist im Volksmund bei ihm Matthäi am letzten.
Der 21. September, der Matthäustag, gilt im Bauernkalender als Winteranfang und ist ein Orakeltag für die Wettervorhersage:
- Wie’s Matthäus treibt, es vier Wochen bleibt.
- Tritt Matthäus stürmisch ein, wird bis Ostern Winter sein.
- Wenn Matthäus weint statt lacht – er aus Wein oft Essig macht.
- Die Wintersaat gar wohl gerät, wenn man sie bis Matthäus sät.

In den Niederlanden und in Belgien wird der Matthäustag gelegentlich „Wintertag“ genannt.